# Бахати (львенок)
Бахати — реальный прототип Симбы из ремейка «Король Лев».

## Описание
Полное имя львёнка — Бахати Моджа (Bahati Modja), что на языке суахили означает «Счастливица». Бахати — первая из львят, кто родился в зоопарке Далласа за последние 43 года.
Когда Бахати был всего месяц, сотрудники зоопарка записали на видео движения львёнка. Бахати стала моделью, используемой для движений и поведения Симбы. Зоопарк снял на видео все мельчайшие движения львёнка, от шаткой неуверенной походки до слизывания капель молока с мордашки, а потом отправил это видео Диснею. Бахати был всего месяц, когда зоопарк Далласа прислал Диснею свое видео, но она быстро взрослеет. На данный момент она уже взрослая львица

## История
Бахати Моджа родилась в зоопарке  Далласа 17 марта 2017 года.  Все мы знаем льва Симбу из «Короля Льва», который вышел в 1994. В 2019 состоялась премьера 3D версия истории про льва Симбу, для изготовления которой использовали живую технику Disney. Именно здесь образцом для создания новой версии «Короля Льва»  послужила маленькая львица по имени Бахати Моджа. 